# Oggaz (distrito)
Oggaz é um distrito localizado na província de Mascara, Argélia, e cuja capital é a cidade de mesmo nome. A população total do distrito era de 26 437 habitantes, em 2008.[carece de fontes?]

## Comunas
O distrito é composto por três comunas:
- Oggaz
- Alaimia
- Ras Ain Amirouche